# Sindrome di Foster-Kennedy
La sindrome di Foster-Kennedy è una rara sindrome neurologica caratterizzata da anosmia omolaterale, atrofia ottica omolaterale e papilla da stasi controlaterale.

## Patogenesi
La sindrome di Foster-Kennedy è dovuta alla compressione del nervo olfattivo e del nervo ottico da parte di una massa occupante spazio presente nella fossa cranica anteriore. Sovente, la sindrome di Foster-Kennedy è provocata da meningiomi che originano dalle meningi che ricoprono l'ala dello sfenoide o la doccia olfattoria.

## Profilo clinico
La Foster-Kennedy è una sindrome orbito-frontale e può esordire con uno dei sintomi tipici di questa categoria sindromica. Le caratteristiche peculiari sono invece l'anosmia unilaterale provocata da compressione sulla corteccia entorinale o sui bulbi olfattivi, atrofia ottica unilaterale per compressione del nervo ottico e papilla da stasi controlaterale da ipertensione endocranica.

## Profilo diagnostico
In un contesto anamnestico ed obiettivo compatibile, la TC e, soprattutto, la risonanza magnetica nucleare rappresentano le due indagini strumentali in grado di fornire informazioni su dimensioni, localizzazione e caratteristiche della massa occupante spazio.

## Diagnosi differenziale
La sindrome di Foster-Kennedy deve essere distinta dalla pseudosindrome di Foster-Kennedy caratterizzata da atrofia ottica in un lato e papilla da stasi nell'altro in soggetti con anomalie congenite, neurite ottica sequenziale bilaterale o neuropatia ischemica del nervo ottico.

## Terapia
Una volta evidenziate le caratteristiche della massa occorre programmare un intervento neurochirurgico finalizzato alla sua completa, qualora possibile, exeresi.